# Křížov (Pravonín)
Křížov je vesnice, část obce Pravonín v okrese Benešov ve Středočeském kraji. Nachází se asi 4 km na západ od Pravonína. V roce 2009 zde bylo evidováno 55 adres. Západním okrajem osady protéká potok Brodec, který je pravostranným přítokem řeky Blanice. Křížov leží v katastrálním území Křížov pod Blaníkem o rozloze 5,82 km². V katastrálním území Křížov pod Blaníkem leží i části obce Karhule a Lesáky, rovněž také Křížovská Lhota.

## Historie
První písemná zmínka o vesnici pochází z roku 1405.

## Galerie

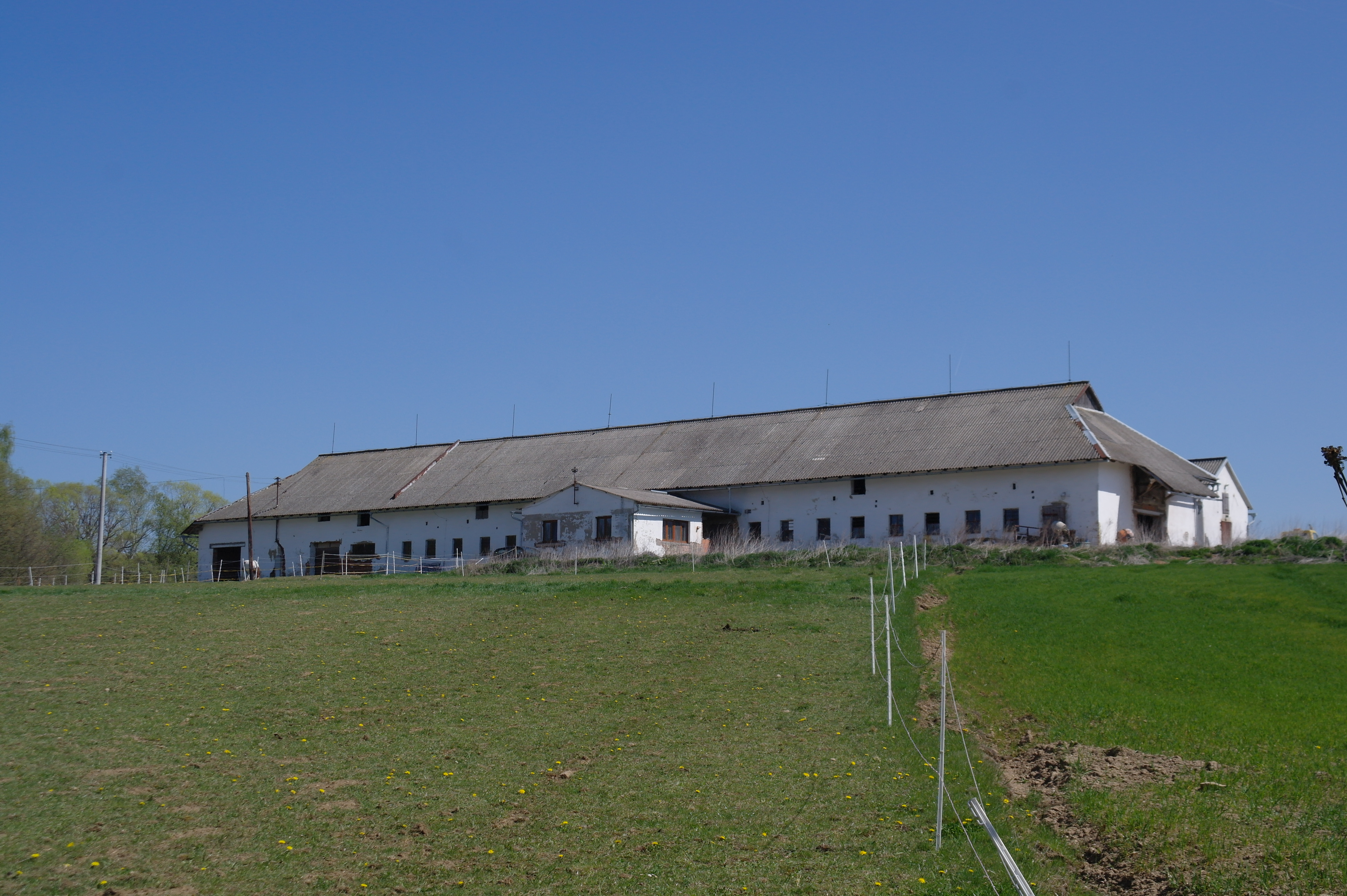
Farma
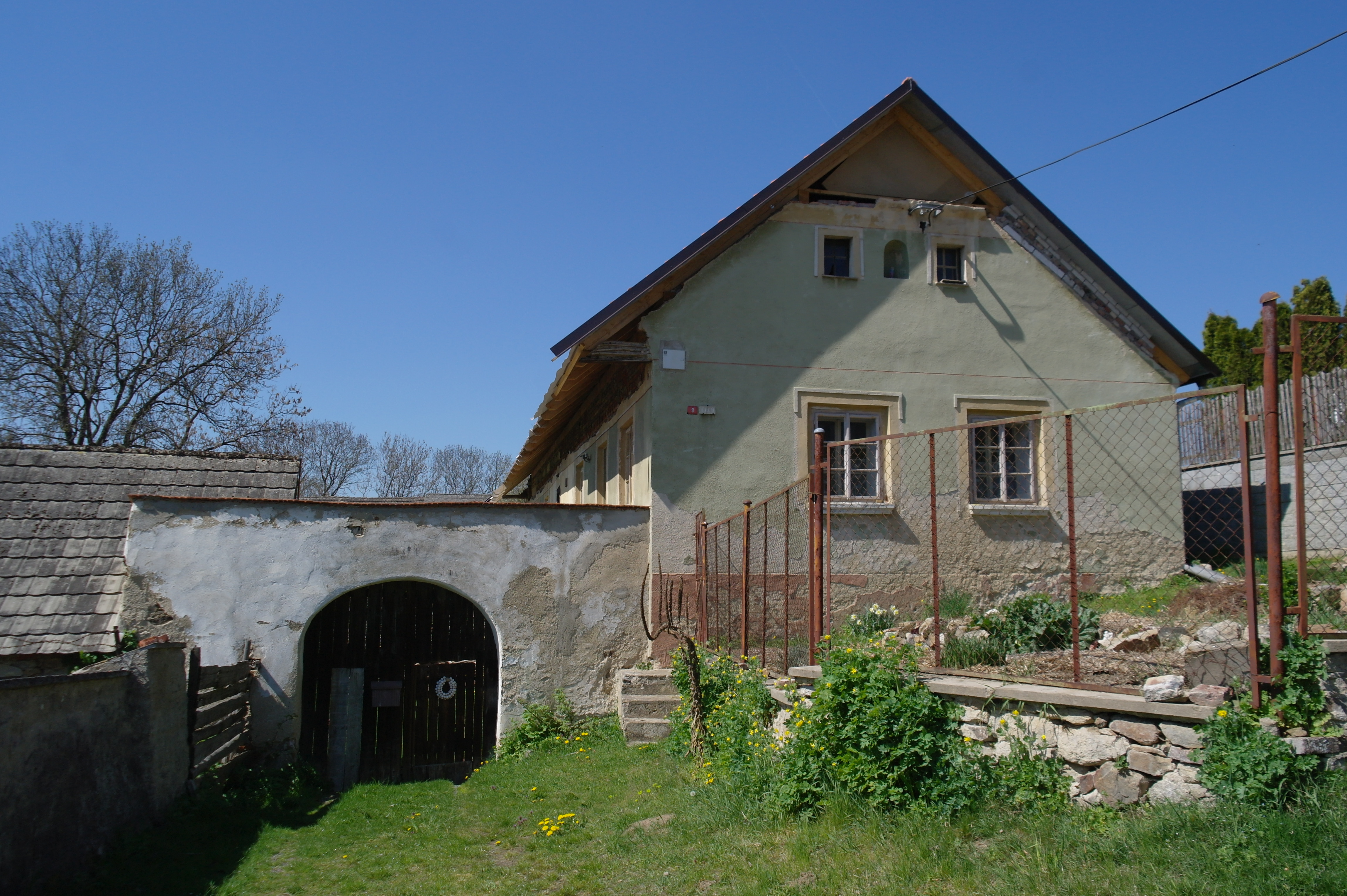
Dům
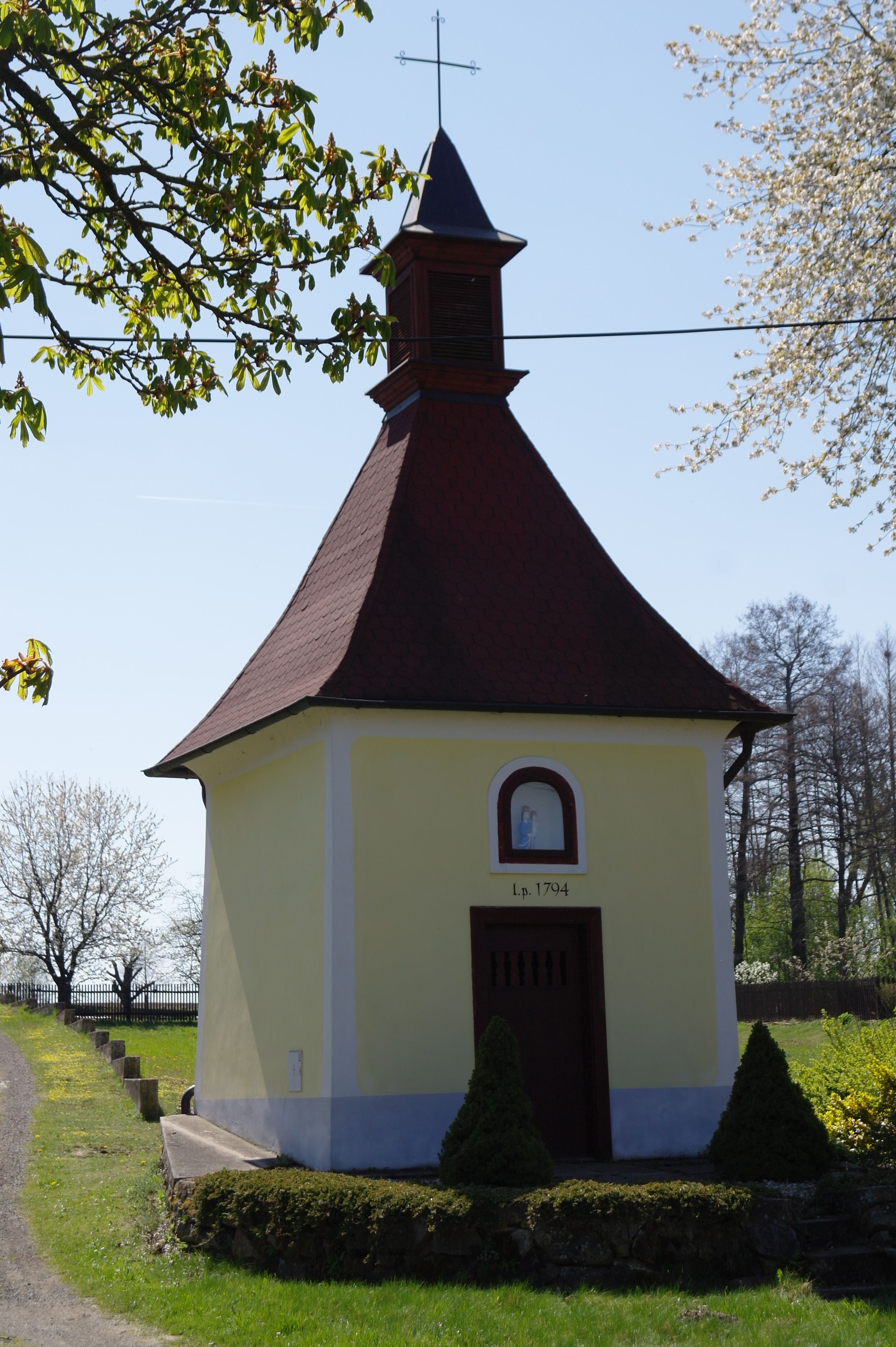
Kaplička